# إدموند أوبراين
إدموند أوبراين (بالإنجليزية: Edmond O'Brien)‏ ممثل أمريكي ولد في 10 سبتمبر 1915 وتوفي في 9 مايو 1985. ظهر في أكثر من 100 فيلم خلال الفترة الممتدة بين 1940 و 1970، فاز بجائزة الأوسكار لأفضل ممثل مساعد وجائزة غولدن غلوب لأفضل ممثل مساعد لدوره في فيلم الكونتيسة حافية القدمين (1954). فاز بجائزة غولدن غلوب ثانية ورُشح مرة أخرى لجائزة الأوسكار لفيلمه سبعة أيام في مايو (1964).

## روابط خارجية
- إدموند أوبراين على موقع IMDb (الإنجليزية)
- إدموند أوبراين على موقع الموسوعة البريطانية (الإنجليزية)
- إدموند أوبراين على موقع ألو سيني (الفرنسية)
- إدموند أوبراين على موقع تيرنر كلاسيك موفيز (الإنجليزية)
- إدموند أوبراين على موقع أول موفي (الإنجليزية)
- إدموند أوبراين على موقع قاعدة بيانات برودواي على الإنترنت (الإنجليزية)
- إدموند أوبراين على موقع قاعدة بيانات الأفلام السويدية (السويدية)
- إدموند أوبراين على موقع إن إن دي بي (الإنجليزية)
- إدموند أوبراين على موقع ديسكوغز (الإنجليزية)
- إدموند أوبراين على موقع قاعدة بيانات الفيلم (الإنجليزية)